# Une nounou pas comme les autres
Série
Une nana pas comme les autres
(1995)
Pour plus de détails, voir Fiche technique et Distribution.
Une nounou pas comme les autres est un téléfilm de fiction français réalisé par Éric Civanyan en 1994.
Ce téléfilm possède une suite : Une nana pas comme les autres.

## Synopsis
Julie Toronto ne trouvant pas de travail malgré son diplôme de comptabilité, postule sur un emploi de nounou qu’elle décroche. Le père, Antoine, avocat, est souvent absent et ses deux jeunes enfants le voient rarement. Julie va gagner leur affection, malgré la réticence d’Antoine, qui accepte mal l’idée qu’une naine s’occupe de ses enfants...

## Fiche technique
Sauf indication contraire, les informations mentionnées dans cette section peuvent être confirmées par la base de données cinématographiques IMDb,  présente dans la section « Liens externes ».
- Titre : Une nounou pas comme les autres
- Réalisateur : Éric Civanyan
- Scénariste : Laurent Chouchan sur une idée de Mimie Mathy
- Producteur : Georges Campana, François Charlent
- Musique : Daniel Boni, Celia Duval
- Photographie : Roberto Venturi
- Montage : Caroline Chatriot et Marie-Chantal Koskas
- Société de production : Le Sabre et Société Française de Production (SFP)
- Pays d'origine : France
- Genre : Comédie dramatique
- Durée : 85 minutes
- Date de diffusion : 19 janvier 1994 sur France 2
- Rediffusion : RTL9, Chérie 25

## Distribution
- Mimie Mathy : Julie Toronto
- Thierry Heckendorn : Antoine Delisles
- Micheline Dax : Christiane
- Renan Mazéas : Sébastien
- Lucile Boulanger : Ludivine
- Martyne Visciano : Cynthia
- Arnaud Viard : Gillou
- Mario Pecqueur : Maxime
- Philippe Brigaud : Crémieux
- Vincent Goury : Jonathan
- Francis Lemaire : Georges
- Florian Marquis : Adrien
- Jean-Paul Audrain : L'avocat
- Aline Chaud : Ghislaine
- Manoëlle Gaillard : Isabelle
- Patrick Mazet : Fredo
- Diane Valsonne : Estelle
- Daniel Berlioux : Le fonctionnaire
- Michel Scourneau : Le psychologue d'Antoine
- Marie Fugain : La candidate (voleuse) au poste de nounou
- Véronique Moest : La candidate (sexy) au poste de nounou
- Frankie Pain : La candidate (grosse dame) au poste de nounou
- Sylvie Huguel : La candidate (anglaise) au poste de nounou
- Dominique Attali : La candidate (femme battue) au poste de nounou
- Gabrielle Bonacini : La candidate (junkie) au poste de nounou
- Sabine Bail : Vendeuse n° 1
- Cathy Vagnon : Vendeuse n° 2